# Micrurus albicinctus
Micrurus albicinctus é uma espécie de cobra-coral, um elapídeo do gênero Micrurus. É uma coral preta, e ocorre no Brasil (Acre, Amazonas, Rondônia e Mato Grosso), sudeste da Colômbia e nordeste do Peru.